# Eulachnus piniarmandifoliae
Eulachnus piniarmandifoliae är en insektsart. Eulachnus piniarmandifoliae ingår i släktet Eulachnus och familjen långrörsbladlöss. Inga underarter finns listade i Catalogue of Life.